# HAT–P–4 b
A HAT–P–4 b magyar felfedezésű exobolygó, melyet a Bakos Gáspár által üzemeltetett HATNet távcsőrendszerrel fedeztek fel 2007-ben.